# جادو در هری پاتر
جادو در هری پاتر (انگلیسی: Magic in Harry Potter) 

## افسون‌های نابخشودنی
افسون‌های نابخشودنی (جادوهای نابخشودنی و طلسم‌های نا بخشودنی) از افسون‌ها در سری کتاب‌های هری پاتر است.
در دنیای هری پاتر سه طلسم نابخشودنی وجود دارد که استفاده از آنها برای جادوگران خوش نام و درست کار ممنوع شده‌است و در صورت استفاده از آنها جادوگران به حبس ابد در آزکابان زندان جادوگران محکومند.
ایمپریو یا طلسم فرمان(impriyo) : شخصی که مورد اصابت این طلسم قرار می‌گیرد بدون اراده از شخصی که این طلسم رارویش پیاده کرده اطاعت می‌کند.
کروشیو یا طلسم شکنجه‌گر(koroshio)  ( دلریس ): شخص مورد اصابت این طلسم تا سر حد مرگ درد می‌کشد و شکنجه می‌شود.
آواداکداورا(avadakdaura) : شخص مورد اصابت این طلسم در جا خواهد مرد و هیچ ضد طلسمی برایش وجود ندارد تا اثر طلسم را از بین ببرد. تنها کسی که از این طلسم جان سالم به در برده‌است هری پاتر است و زخم آذرخش شکل روی پیشانیش نیز از همین رو به وجود آمده‌است.

## فینیاس نیگولوس بلک
فینیاس نگولاس بلک(۱۸۴۷-۱۹۴۶ میلادی) شخصیت افسانه‌ای داستان‌های هری پاتر نوشته جی کی رولینگ می‌باشد.
فینیاس نگولاس بلک که او را بیشتر فینیاس نگولاس می خوانند پدربزرگ آرکتوروس بلک بود، آرکتوروس پدر بزرگ سیریوس بلک، شخصیت دائمی داستان‌های هری پاتر است. وی همواره ریز نقش‌ترین و کم شهرت‌ترین مدیر مدرسه جادوگری هاگوارتس بوده است.

او یک برادر بزرگ‌تر به نام سیریوس و دو خواهر کوچک به نام الدورا و ایسلا بلک داشت . او با یورسلا فلینت ازدواج کرد و صاحب پنج فرزند شد: سیریوس، فینیاس، کیگانوس، بلوینا و آرکتوروس بلک.

پدر خوانده هری پاتر یعنی سیریوس بلک نیز از نسل فینیاس نگولاس می‌باشد، مادر او از نسل فرزند فینیاس نگولاس یعنی کیگانوس و پدرش از نسل فرزند دیگر فینیاس نگولاس یعنی سیریوس است.

تمثال فینیاس مانند نقاشی دیگر مدیران مدرسه هاگوارتس، بر دیواره دفتر مدیریت هاگوارتس قرار دارد.
او مردی با موهای سیاه و صورتی کشیده است و در گروه اسلایترین قرار دارد، وی خون خالص جادوگری دارد!

## آواداکداورا
آواداکداورا نوعی طلسم شوم و نابخشودنی در مجموعه کتابهای هری پاتر است که اگر کسی این طلسم را که نوعی جادوی سیاه است را بروی یک انسان اجرا کند محکوم به حبس ابد در آزکابان است. اجرای این طلسم بر روی یک انسان یا هر موجود دیگری موجب مرگ آن موجود می‌شود. ولدمورت استعداد خیلی خوبی در این ورد داشته است گفتنی است در زمان نوزادی هری وقتی ولدمورت قصد کشتن او را با همین طلسم داشت بر اثر جادوی باستانی مادرش طلسم به سمت خودش برگشت و او نیروی خود را از دست داد. پرفسور دامبلدور در کتاب هفتم در توضیح این عملکرد استثنایی می‌گوید: «آن چیزی که باعث نجات تو از طلسم شد جادوی باستانی بود که مادرت به کار برد. ولدمورت نمی‌توانست تو را لمس کند چون جادوی محافظت مادرت در درون خون تو بود».

## فهرست وردهای داستان‌های هری پاتر
فهرست وردهای داستان‌های هری پاتر ― در دنیای جادویی وردهایی هستند که جادوگران یا ساحره‌ها با به زبان می‌آورند و با کمک آن‌ها عملیات جادویی را انجام داده یا هدایت می‌کنند. جادو در دنیای جادویی از خود شخص نشأت می‌گیرد، اما برای هدایت آن نیاز به چوب‌دستی هست. اما وقتی به درجات بالاتر برسند بدون چوب دستی می‌توانند جادو کنند....

### توضیح درمورد انواع ورد (spell)
طلسم (spell): به‌طور کلی به هر نوع ورد می‌گویند. وردها انواع مختلفی دارند:
(charm): طلسم‌هایی که رفتار را تغییر می‌دهند اما تغییری در ماهیت ایجاد نمی‌کنند. (مثلاً وادار کردن یک آناناس به رقص روی میز، یک charm است چون تنها رفتار آن عوض شده اما ماهیت آن هنوز یک آناناس است. درحالی که تبدیل کردن یک قوری به لاک‌پشت، ماهیت آن را تغییر می‌دهد)
جینکس (jinx): طلسم‌هایی که مفهوم و سهمی جزئی از جادوی سیاه در خود دارند اما بیشتر موجب سرگرمی می‌شوند و آسیبی نمی‌رسانند. (مثل ricto sampra که موجب به خنده افتادن فرد می‌شود)
هکس (Hex): مانند jinxها، سهمی جزئی از جادوی سیاه دارند و موجب آسیب نمی‌شوند اما کمی از آن‌ها سیاه‌تر هستند. (مثل petrificus totalus که موجب خشک و بی‌حرکت شدن فرد می‌شود)
نفرین (curse): طلسم‌هایی که کاملاً جزو جادوی سیاه به حساب می‌آیند و اثر مضر و آسیب‌رسان دارند. (مثل avada kedavra سیاه‌ترین طلسم که فرد را یک جا می‌کشد)

### فهرست وردها
expecto patronum: ایجاد سپر محافظ در مقابل دیوانه سازها
expeliarmus: خلع سلاح کردن
stupefy: بیهوش کردن طرف مقابل
(enervate: ضد طلسم stupefy)
wingardium leviosu (وینگاردیوم‌له‌ویوسا شناور کردن و حرکت دادن اجسام
Bomboroda maxima: برای منفجر کردن اجسام سخت
sectum sempra: زخمی کردن بدن فرد مثل ضربات شمشیر که موجب از دست رفتن مقدار زیادی خون می‌شود یا چاک‌چاک شدن بدن (این ورد توسط پروفسورسوروس اسنیپ اختراع شده)
(vulnera sanentur:ضد طلسم sectum sempra)
expulso: خرد کردن
protgo maxima: طلسم محافظت در برابر افسون‌ها
fianto doori: طلسم محافظت
ripplo in min miniaturr: طلسم محافظت
brakiabindo: بسته شدن شخص با طناب
(Amanspir: ضد طلسم brakiabindo)
impervius: تحت فرمان درآوردن کسی (یکی از سه موارد ممنوع که فرد بعد از استفاده محکوم به حبس ابد در زندان آزکابان می‌شود)
avada kedavra: کشتن درجا بدون باقی ماندن اثر. (یکی از سه موارد ممنوع که فرد بعد از استفاده محکوم به حبس ابد در زندان آزکابان می‌شود)
(crucio (cruciatus: طلسم شکنجه گر (یکی از سه موارد ممنوع که فرد بعد از استفاده محکوم به حبس ابد در زندان آزکابان می‌شود)
locomoto mortis: بسته شدن پاها
lumos: ایجاد نور در نوک چوبدستی
(Knox: ضد طلسم lumos)
petrificus totalus: خشک و بی حرکت کردن اشخاص
alohomora: باز کردن درهای قفل
coloportus: قفل کردن در
aparecium: پدیدار کردن نوشته‌های نامرئی روی کاغذ
bubble - head charm: درست کردن یک حباب روی سر (برای نفس کشیدن زیر آب)
dissendium: باز کردن راه مخفی دهکدهٔ هاگزمید
engorgio: بزرگ کردن اشیاء
ferula: ترمیم کردن استخوان‌ها، ایجاد کردن یک آتل برای بستن دست و پا
fidelius: رازدار کردن یک شخص
four - point: تبدیل کردن چوبدستی به قطب‌نما
furnunculus: ایجاد جوش‌های چرکین بر روی پوست
incendio: آتش زدن
mobilarbus: جابه‌جا کردن اشیاء
جابجا شدن اجسام
mobilicorpus: جابه‌جا کردن افرادی که نمی‌توانند راه بروند
obliviate: پاک کردن حافظهٔ افراد
prior incantato: افسون پدیدار کردن جادوی آخر یک چوبدستی
sonorus: تقویت صدا (با گفتن این ورد باید چوبدستی را مانند بلندگو جلوی دهان خود بگیریم)
(quietus: ضد طلسم sonorus)
reducio: کوچک کردن اشیاء.
recto sampra: موجب خندهٔ شخص می‌شود
accio: فرا خواندن اشیاء
ralashio: چیزی را از چیزی جدا کردن
reparo: تعمیر کردن وسایل
ricta sampra: قلقلک دادن افراد
ridiculus: مسخره شدن و مهار کردن بوگاردها
tarantallegra: پاهای شخص بی‌اختیار شروع به حرکت می‌کند
finite incantatem: خنثی کردن برخی طلسم‌های سیاه (مثل tarantallegra)
protego: دفع طلسم (در تمامی موارد به کار می‌رود)
expulso: منهدم کردن اجسام
confringo: نابود کردن اجسام
impedimenta: توقف کن
accio: جمع‌آوری اشیاء
le ji lee mans: خواندن ذهن
incarseros: طناب پیچ کردن بدن طرف مقابل
redacto: منفجر کردن جسم
diffindo: هدف را پاره و باز می‌کند
portus: ایجاد کردن رمزتاز
episci: جلوگیری از خونریزی و درست کردن اعضای ورم کرده
tergeo: تمیز کردن
aguamenti: فراخواندن آب
muffliato: ایجاد کردن صدای وزوز نزدیک گوش افراد (در واقع برای به گوش نرسیدن صدای خود استفاده می‌شود)
levicorpus: وارونه آویزان کردن افردا از مچ پا←غیر لفظی (liberacorpus: ضد طلسم levicorpus)
langlak: چسباندن زبان فرد به سقف دهانش جهت جلوگیری از صحبت کردن
homenum revelio: برای آشکار شدن هر چه در خانه هست
geminio: درست کردن نمونهٔ بدلی از چیزی
salvio hexia , protego totalom
cave inimicum , repello muggletum: محافظت کردن
erecto: سرپا کردن (مثل چادر)
obscuro: چشم‌بند گذاشتن
uoncco: ناپدید کردن اشیاء
vipra ivanaska: از وسط آتش زدن
partis tempros: ایجاد کردن حلقه میان آتش (کاری که دامبلدور موقع نجات دادن هری پاتر کرد)
aristo momentom: ضربه‌گیری
prayery incantantem: فهمیدن طلسم پیشین
feraverto: تبدیل کردن حیوانات به لیوان
ipeski: صدمه ای که به بدن زده شده را درمان می‌کند
felipendo: چرخاندن فرد در هوا
fulgari: بستن دست‌ها با ریسمان نورانی
deprimo: ایجاد کردن سوراخ در هر چیزی
confundo: گیج کردن شخص
defodio: ایجاد کردن برش و شکاف در چیزی
oppugno: باعث می‌شود که پرندگانی برای نوک زدن فرد به او حمله کنند
reparo: شی شکسته را ترمیم می‌کند
Leviosa: شناور سازی اجسام و چوب دستی